# Khanpur
Pour les articles homonymes, voir Kanpur.
Khanpur (en ourdou : خان پور) est une ville située dans la province du Pendjab au Pakistan. Elle est située dans le district de Rahim Yar Khan et est la capitale du tehsil du même nom.
La population de la ville a été multipliée par près de quatre entre 1972 et 2017, passant de 49 235 habitants à 184 793. Entre 1998 et 2017, la croissance annuelle moyenne s'affiche à 2,3 %, semblable à la moyenne nationale de 2,4 %. En 2023, la population de la ville monte à 247 170 habitants.
|            | 1972 (rec.) | 1981 (rec.) | 1998 (rec.) | 2017 (rec.) | 2023 (rec.) |
| ---------- | ----------- | ----------- | ----------- | ----------- | ----------- |
| Population | 49 235      | 70 589      | 120 382     | 184 793     | 247 170     |